# Kaltblütig – Die Welt der Drachen, Echsen und Amphibien
Kaltblütig – Die Welt der Drachen, Echsen und Amphibien (Life in Cold Blood) ist eine fünfteilige Dokumentationsserie über das Leben von Reptilien und Amphibien, geschrieben von David Attenborough für die BBC.
Die deutsche Erstausstrahlung erfolgte am 27. April 2009 beim Sender arte. Weitere Ausstrahlungen waren von 2009 an bei den Sendern ARD, Phoenix, Einsfestival und arte zu sehen.

## Folgen der Serie
- Meister der Anpassung (The Cold Blooded Truth)
- Invasion aus dem Wasser (Land Invaders)
- Wüstendrachen (Dragons of the Dry)
- Schlangen mit Pfiff (Sophisticated Serpents)
- Gepanzerte Riesen (Armoured Giants)